# Torre Chigi
La Torre Chigi è una delle quattordici torri storiche di San Gimignano e si trova in piazza del Duomo.
La torre, sebbene non molto alta, è una delle più belle della città. Fu costruita nel 1280 e appartenne agli Useppi, oggi di proprietà della famiglia Giachi Cilemmi 

## Descrizione
I primi tre piani sono coperti da pietra a vista, tagliata in bozze ben squadrate, sui quali si aprono delle luci con archi ribassati. Al primo piano è presente un tipico portale al quale si accedeva con scale, retaggio dei tempi delle lotte intestine delle città medievali, quando per dormire sicuri si preferiva costruire l'accesso al primo piano ritirando le scale durante la notte. Al secondo piano la finestra è una stretta feritoia con un arco allungato poggiante su mensole. La parte superiore è invece coperta da laterizio con due monofore uguali sui primi due piani, mentre l'ultimo non ha aperture. Si ciascun piano si allineano all'altezza del calpestio delle ordinate file di quattro buche pontaie ciascuna, provviste di mensole, che fanno pensare a ballatoi lignei che un tempo dovevano aumentare la superficie disponibile.
La torre è affiancata da palazzi medievali: di particolare pregio quello alla sinistra per la presenza di bifore di graziosa fattura.